# 'Nzuddha
La 'nzuddha o nzudda tipica di Reggio Calabria, o mastazzolu o mostacciolo calabrese, è un tipico dolce calabro originario di Soriano Calabro.

## Descrizione e storia
È un biscotto non lievitato di origine magnogreca o romana, citato da Teocrito fra IV e III secolo a.C. e da Catone il Censore un secolo dopo. È fatto con farina, miele caramellato, liquore all'anice e altri aromi.
Tipiche delle sagre e delle feste popolari, le 'Nzuddhe vengono abitualmente ornate di decorazioni colorate e vendute alle bancarelle sulle tipiche cassapanche dei "mustazzolari".
Data la mancanza di lievitazione, questi dolci appena cotti sono estremamente duri e quindi difficilmente masticabili.
Da tradizione, la 'Nzuddha è modellata con estremo realismo in varie forme che richiamano sia la tradizione cristiana (forme di pesce o di uccello), che quella pagana (forme di donna, serpente, o lettera).

## Etimologia
Il termine mastazzolu deriva dal latino mustaceus ed è preda di varie paretimologie. Alcuni lo fanno derivare dal latino mustum, legato all'uso nelle antiche ricette contadine del mosto, col quale venivano preparati per essere più dolci, altri da mustax, cioè alloro. In origine si preparava il mustaceum, una focaccia per le nozze, un dolce avvolto in foglie di alloro che dava aroma durante la cottura. Da qui il proverbio loreolam in mustace quaerere, ovvero: cercare inutilmente nella focaccia le foglie di alloro che si erano bruciate nel forno. Un'altra origine potrebbe derivare dal greco antico μάσταξ (mástax) che significa bocconcini, affine a μαστάζω (mastázō) che significa masticare o mangiare.